# 酒井哈尼族乡
酒井哈尼族乡是中华人民共和国云南省普洱市澜沧拉祜族自治县下辖的一个民族乡。

## 行政区划
酒井哈尼族乡下辖以下村级行政区划单位：
酒房村、岩因村、税房村和勐根村。

## 中国传统村落
2012年，勐根村老达保组被评为首批“中国传统村落”。